# Гарсия-Сампедро Суарес, Хосе Мельхор
 Хосе Мельхор Гарсия-Сампедро Суарес (исп. José Melchór García-Sampedro Suárez; 26 апреля 1821, Кирос, Испания — 28 июля 1858, Намдинь) — католический святой, мученик, миссионер, член монашеского ордена доминиканцев, епископ апостольского викариата Центрального Тонкина.

## Биография
Хосе Мельхор Гарсия-Сампедро Суарес родился 26 апреля 1821 года в городе Кирос, Испания. 18 августа 1845 года вступил в монашеский орден доминиканцев. 29 мая 1847 года был рукоположён в священника в Мадриде. В конце 1848 года прибыл в Манилу для миссионерской деятельности. В конце 1849 года его перевели во Вьетнам.
15 апреля 1853 года Святой Престол назначил Хосе Мельхора Гарсия-Сампедро Суареса титулярным епископом Трикомии и вспомогательным епископом апостольского викариата Центрального Тонкина. 16 сентября 1855 года состоялось рукоположение Хосе Мельхора Гарсия-Сампедро Суареса в епископа, которое совершил викарий апостольского викариата Центрального Тонкина епископ Хосе Мария Диас Санхурхо в сослужении с епископом апостольского викариата Восточного Тонкина Херонимо Хермосильей и вспомогательным епископом апостольского Восточного Тонкина Хиларионом Алкасаром. 20 июля 1857 года был назначен викарием апостольского викариата Центрального Тонкина. 
8 июля 1858 года Хосе Мельхор Гарсия-Сампедро Суарес был арестован и казнён 28 июля 1858 года.

## Прославление
29 апреля 1951 года Римский папа Пий XII причислил Хосе Мельхор Гарсия-Сампедро Суарес к лику блаженных и 19 июня 1988 года Римский папа Иоанн Павел II причислил его к лику святых в составе группы 117 вьетнамских мучеников.
День памяти в Католической церкви — 24 ноября.